# Partha Dasgupta
Partha Dasgupta (17 de noviembre de 1942) es un economista indio nacionalizado británico.
Educado en la Universidad de Cambridge (Ph.D., 1968), el doctor Dasgupta pasó a enseñar en la London School of Economics (1978-1984) y la Universidad Stanford (1989-1992), donde también dirigió el programa de Ética y Sociedad, antes de regresar a Cambridge en 1985. En 1996 fue nombrado profesor Frank Ramsey de Economía en Cambridge y en 2007 comenzó un período de seis años como profesor en la Universidad de Cornell.
Ha hecho contribuciones importantes a las ciencias sociales, en particular a las conexiones entre el crecimiento de la población, el uso de recursos naturales y el bienestar humano en los países en desarrollo. Su trabajo teórico ofrece una visión profunda de las causas institucionales y sociales del agotamiento de los recursos, al tiempo que propone políticas correctivas eficaces. Las investigaciones del Dr. Dasgupta en la definición y medición del bienestar humano han ayudado a la comprensión de las condiciones necesarias para el desarrollo sostenible.
Es miembro de la Academia Americana de las Artes y las Ciencias (1991); la Academia Nacional de Ciencias (2001); la Real Sociedad Económica (presidente, 1998-2001); la Royal Society (2004). El doctor Dasgupta también ha sido galardonado con el Premio Volvo de Medio Ambiente (2002), Premio Kenneth Boulding de la Asociación de Economía Ecológica (2004) y Premio Fundación BBVA Fronteras del Conocimiento (2023).
Es autor de obras como The Control of Resources (1982), An Inquiry into Well-Being and Destitution (1993) o Human Well-Being and the Natural Environment (2001), entre otras.